# 由利高原鐵道YR-3000型柴聯車
由利高原鐵道YR-3000型柴聯車（日语：／ Yuri Kōgen Tetsudō YR-3000-gata kidōsha）是由利高原鐵道鳥海山麓線使用的柴聯車。1985年，國鐵矢島線轉由第三部門鐵道由利高原鐵道負責營運，並更名為鳥海山麓線；同時該公司在當年及1986年將5輛由利高原鐵道YR-1000型柴聯車投入使用。但因YR-1000型柴聯車的車體逐漸老化，因此由利高原鐵道在獲得日本中央政府及秋田縣政府的補貼下，規劃在2011年至2014年間每年製造一輛新型車輛，以便逐步汰換原有的列車。而首輛YR-3000型柴聯車於2012年4月開始投入使用。

## 規格與構造
本型車由日本車輛負責製造，並以該公司生產的松浦鐵道MR-600型柴聯車為基礎進行設計。本型車的3輛車皆以白色作為塗裝，其配色分別採用綠色、紅色及藍色，其靈感源自於鳥海山下廣闊的田園、秋田縣旗及流經鳥海山麓線沿線的子吉川；而內裝的顏色則分別對應所屬車輛的塗裝。而本型車也是由利高原鐵道首次引進採用電氣指令式制動的列車，且無法與該公司原有的列車聯結運轉。
本型車的車體與YR-2000型柴聯車同樣長達18公尺，並在車廂內增設無障礙廁所與前照燈。車體側面共設置兩道車門，而駕駛室也設有乘務員專用的車門。車廂內的座椅分成長條式及對向式的座椅；其中長條座椅區的窗戶為上半部固定、下半部可滑動的窗戶，對向式座椅的區域則使用寬度2640mm的固定窗戶。